# Pałkarz

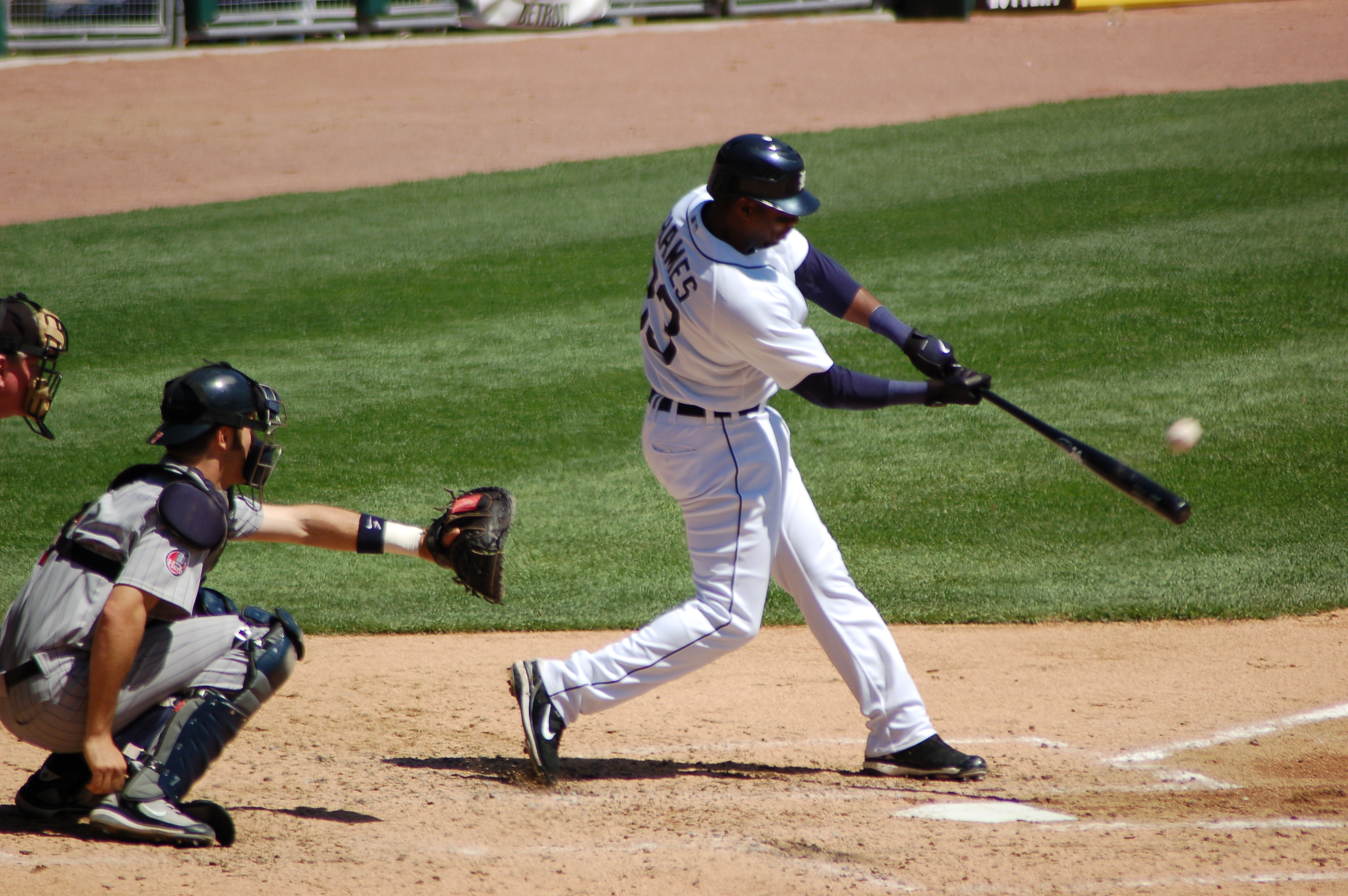
Marcus Thames (wówczas w Detroit Tigers) jako pałkarz.

Pałkarz (ang. batter lub hitter) – w baseballu i softballu zawodnik drużyny atakującej, który zajmuje miejsce przy bazie domowej w celu odbicia piłki narzuconej przez miotacza. Każdy zawodnik grający w defensywie ma obowiązek pojawić się na liście pałkarzy. W American League i Pacific League na liście pałkarzy wyznacza się designated hittera w miejsce miotacza, który w National League i Central League na niej figuruje.
Pałkarz może ustawić się z lewej lub prawej strony bazy domowej w zależności od tego, którą ręką odbija. W zawodowym baseballu wyróżnia się tak zwanych switch hitterów, specjalizującym się w odbijaniu piłki zarówno lewą, jak i prawą ręką.